# Víctor Frattini
Víctor Frattini, né le 19 février 1956, est un ancien joueur uruguayen de basket-ball.

## Palmarès
- Finaliste du championnat des Amériques 1984